# Kārlis Kļava
Kārlis Kļava (ur. 9 marca 1907 w Siguldzie, zm. w 1941) – łotewski strzelec sportowy, olimpijczyk, mistrz świata. Pierwszy sportowiec z Łotwy, który został mistrzem świata w jakiejkolwiek dyscyplinie sportu.
Uczestniczył w Letnich Igrzyskach Olimpijskich 1936, gdzie wystartował w jednej konkurencji. W strzelaniu z pistoletu szybkostrzelnego z 25 metrów zajął 23. miejsce w stawce 53 strzelców.
Na mistrzostwach świata rozegranych w 1937 roku, został indywidualnym mistrzem świata w tej samej konkurencji, zdobywając 54 punkty (w zawodach drużynowych był siódmy). Jest tym samym pierwszym łotewskim mistrzem świata w jakiejkolwiek dyscyplinie sportu. Został również nieoficjalnym mistrzem świata w strzelaniu z Parabellum. W tym samym roku gazeta „Sporta Pasaule” uznała go za najlepszego łotewskiego sportowca. Dwa lata później zajął czwarte miejsce w drużynowym strzelaniu z pistoletu szybkostrzelnego na mistrzostwach świata. Był również dwukrotnym mistrzem Łotwy w strzelaniu z pistoletu szybkostrzelnego (1935, 1936) i mistrzem Łotwy w strzelaniu do ruchomej tarczy (1938).
W 1931 roku ukończył Łotewską Wyższą Szkołę Wojskową. W latach 1932–1940 był pułkownikiem 6. Ryskiego Pułku Piechoty, otrzymał Order Westharda V klasy (1938). W 1941 roku został aresztowany i wywieziony w głąb ZSRR, gdzie zginął w jednym z obozów pracy przymusowej.